# Cabo Norte (Nueva Zelanda)
El cabo Norte (Māori: Otou) es el punto más septentrional de las islas principales de Nueva Zelanda. Se encuentra en el extremo noreste de la península de Aupouri, a 30 kilómetros al este y a tres kilómetros al norte del cabo Reinga. El nombre de cabo Norte se utiliza a veces para referirse sólo al cabo conocido en maorí como Otou y que domina la isla Murimotu, y a veces sólo a la punta oriental de la isla Murimotu. También se utiliza para referirse a todo el promontorio más grande que se extiende unos cinco kilómetros desde la isla Murimotu hacia el oeste hasta Kerr Point y que incluye los acantilados de Surville. La Oficina de Estadísticas de Nueva Zelanda utiliza un área estadística denominada cabo Norte para los datos de población, que se extiende hacia el sur de la península de Aupouri hasta Houhora Heads.
El cabo Norte, uno de los cuatro cabos Cardinales de Nueva Zelanda, fue nombrado por James Cook, comandante del Endeavour en su viaje de 1769-1770. En aquella época, los otros cabos Cardinales se llamaban cabo Este, cabo Oeste y cabo Sur. 
El cabo Norte fue en su día una isla formada por un volcán marino. La arena depositada por las corrientes marinas acabó formando un tómbolo conocido como Waikuku Flat, que unía la isla con el resto de la península de Aupouri. El cabo y la llanura combinados forman ahora la península del cabo Norte.
Una gran parte del cabo Norte está incluida en la reserva científica de cabo Norte. El objetivo de la reserva es proteger la flora y la fauna únicas de la zona, algunas de ellas endémicas en una pequeña zona de los acantilados de Surville. En el año 2000 se erigió una valla electrificada para crear una isla continental excluyendo a las zarigüeyas, los cerdos asilvestrados y los caballos semisalvajes de la zona. La reserva está cerrada al público y la gestiona el Departamento de Conservación (DoC).
Gran parte de Waikuku Flat está en otra reserva del DoC, la reserva paisajística de Mokaikai, que se extiende hacia el sur hasta el puerto de Parengarenga. Esta reserva está abierta al público, pero el acceso a la tierra se realiza a través de una zona de propiedad tribal maorí y se necesita un permiso del organismo maorí que la controla para cruzar la tierra. Otra franja de tierra maorí se encuentra entre la reserva de Mokaikai y la de cabo Norte. Esta franja incluye la parte sur de cabo Norte y el extremo norte de Waikuku Flat. Se extiende desde Kerr Point y el extremo norte de Tom Bowling Bay, en la costa norte, hasta Tokatoka Point, en la costa oeste. 

## Acantilados de Surville

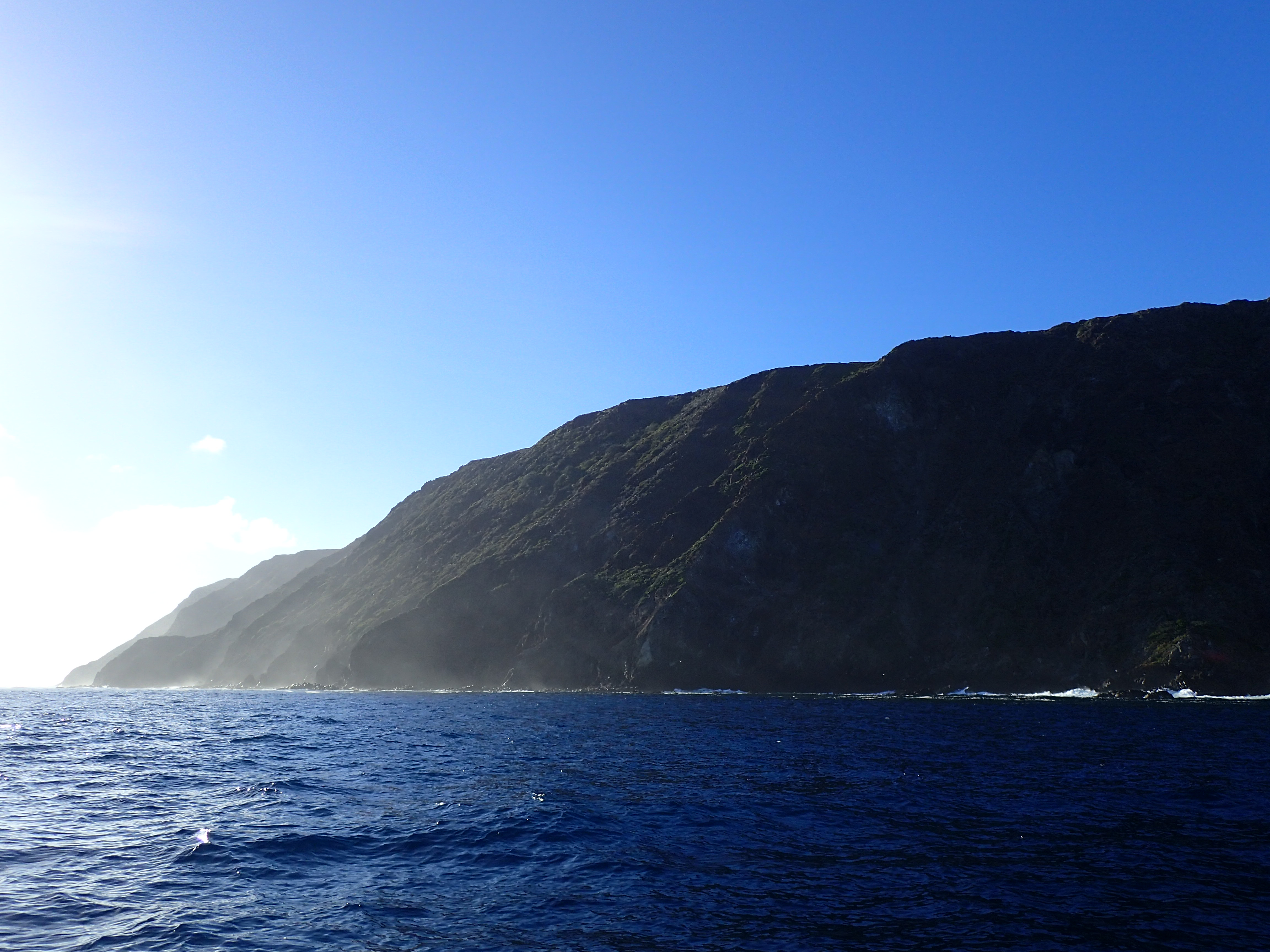
Acantilados de Surville, desde el noroeste

Hikura / de Surville Cliffs es el punto más septentrional del territorio continental de Nueva Zelanda, situado en la punta del cabo Norte. En el pasado, los acantilados se han denominado a veces Kerr Point, pero la verdadera Kerr Point se encuentra a poca distancia, en el extremo occidental del cabo Norte. El primer descubrimiento europeo de los acantilados lo hizo Jean-François-Marie de Surville en diciembre de 1769, cuando navegó con su barco St Jean Baptiste hacia Nueva Zelanda para encontrar un fondeadero seguro para cuidar a la tripulación enferma. Los encontró sólo unos días antes de que los descubriese James Cook.
Los acantilados exponen 1,2 kilómetros cuadrados de rocas máficas peridotitas serpentinizadas. Forman un entorno único que sustenta una serie de plantas amenazadas y en peligro de extinción endémicas de la zona, entre ellas
- Pittosporum ellipticum subsp. serpentinum
- Hebe brevifolia
- Hebe ligustrifolia
- Helichrysum aggregatum
- Leucopogon xerampelinus[3]
- Pimelea tomentosa (dafne de arena)
- Phyllocladus trichomanoides (tanekaha)
- Pseudopanax lessonii (dedo cinco costero)
- Uncinia perplexa (hierba bastarda de los acantilados de Surville)[4]